# Luigi D'Ignazio
Luigi D'Ignazio (San Giorgio a Cremano, Nápoles, Italia, 13 de marzo de 1998) es un futbolista italiano. Juega de laterale izquierdo y actualmente se encuentra sin equipo.

## Trayectoria
Se formó en la cantera del Napoli, con cuyo equipo sub-19 participó en la Liga Juvenil de la UEFA 2016-17.
En julio de 2017 fue cedido al Gavorrano de la Serie C; sin embargo, el 1 de septiembre siguiente fue cedido al Cuneo, equipo que militaba en la misma categoría. Debutó el 15 de octubre contra el Livorno, entrando en el minuto 82. En agosto de 2018, el Napoli lo cedió al Bari, donde jugó 7 partidos y marcó 1 gol, para luego ser cedido, en enero de 2019, a la Sambenedettese hasta el término de la temporada, totalizando 8 presencias.
En julio de 2019 volvió a su región natal para jugar cedido en las filas de la Cavese (12 partidos jugados). El 30 de enero de 2020, fue cedido a la Carrarese (1 presencia). El 12 de septiembre del mismo año el Napoli lo cedió a la Turris de Torre del Greco (Nápoles).

## Clubes
| Club                           | País   | Año         |
| ------------------------------ | ------ | ----------- |
| A. C. Cuneo 1905 (cedido)      | Italia | 2017 - 2018 |
| S. S. C. Bari (cedido)         | Italia | 2018        |
| S. S. Sambenedettese (cedido)  | Italia | 2019        |
| Cavese 1919 (cedido)           | Italia | 2019 - 2020 |
| Carrarese Calcio 1908 (cedido) | Italia | 2020        |
| S. S. Turris Calcio (cedido)   | Italia | 2020 - 2021 |
| F. C. Mugnano                  | Italia | 2021 - 2022 |